# Aegypius monachus
L'avvoltoio monaco (Aegypius monachus Linnaeus, 1766), unica specie del genere Aegypius Savigny, 1809, è un uccello della famiglia degli Accipitridi originario dell'Eurasia sud-occidentale e centrale.

## Descrizione
L'avvoltoio monaco misura 100–110 cm di lunghezza e ha un'apertura alare di 250–295 cm; il peso è di 7000-11.500 g nei maschi e di 5000-12.500 g nelle femmine. Ha colorazione uniformemente scura, apparentemente nera in distanza, ma tendente al bruno in condizioni di ottima visibilità. Osservato da vicino, il capo appare grigiastro ma di solito non uniforme, con aree nerastre più o meno estese, più frequenti sul mento, alla base del becco o attorno all'occhio, che conferiscono alla faccia un aspetto mascherato. La gorgiera è bruno-grigiastro pallido. In volo, osservato da sotto, appare tutto scuro, a parte le zampe vistosamente chiare e, di solito, evidenti orli chiari che formano almeno una banda diffusa attraverso le copritrici.
Visti da sopra, anche gli individui più abrasi e chiari non mostrano mai un netto contrasto tra copritrici e remiganti come nel grifone eurasiatico (Gyps fulvus). L'iride è bruno-rossastra. La cera, la base del becco e l'anello palpebrale sono grigio-bluastro. Le zampe sono grigio chiaro o, più spesso, giallo-rosato. Il becco ha colorazione cornea, progressivamente più chiara con l'età. Nessuna apprezzabile differenza nel piumaggio tra le stagioni e i sessi. I giovani sono simili all'adulto, soprattutto in distanza, ma il piumaggio è tendenzialmente quasi del tutto nero. L'aspetto adulto, soprattutto per quanto riguarda il colore delle parti nude, viene definitivamente raggiunto in sei-sette anni.

## Distribuzione e habitat
È una specie monotipica a distribuzione eurocentroasiatica (Spagna, Marocco, Grecia, Turchia, savane dell'Asia centrale) con popolazione europea attorno alle 1200-1700 coppie, di cui 1050-1150 in Spagna (stime fatte nel 1996). In Francia vi sono 18 coppie nidificanti (stima del 2010) a seguito di un progetto di reintroduzione iniziato nel 1992. 

Predilige le aree interne montuose con presenza di ampie zone aride aperte, che utilizza per la ricerca del cibo. Meno tollerante della presenza umana rispetto al grifone eurasiatico, come questo si nutre prevalentemente di resti animali e necessita di superfici vaste e poco disturbate, sufficientemente aperte ma anche fornite di zone boscate più o meno rade, costruendo il nido esclusivamente su alberi. Gli adulti sono sedentari, i giovani e gli immaturi dispersivi: sono stati documentati alcuni giovani, nati nella Francia meridionale, che hanno superato lo stretto di Gibilterra, per giungere nell'Africa sub-sahariana.
In Italia, come specie sedentaria e nidificante è da considerarsi estinta. L'ultima prova di nidificazione è stata segnalata in Sardegna, in provincia di Nuoro, nel 1961, ma presumibilmente l'estinzione è avvenuta nel periodo 1962-1969.
 
Recententemente però l'avvoltoio monaco ha ricominciato a farsi vedere sulle Alpi Italiane, probabilmente esemplari in dispersione, provenienti dalla Francia meridionale e questo può far sperare in un ritorno nella parte continentale della penisola.

## Biologia

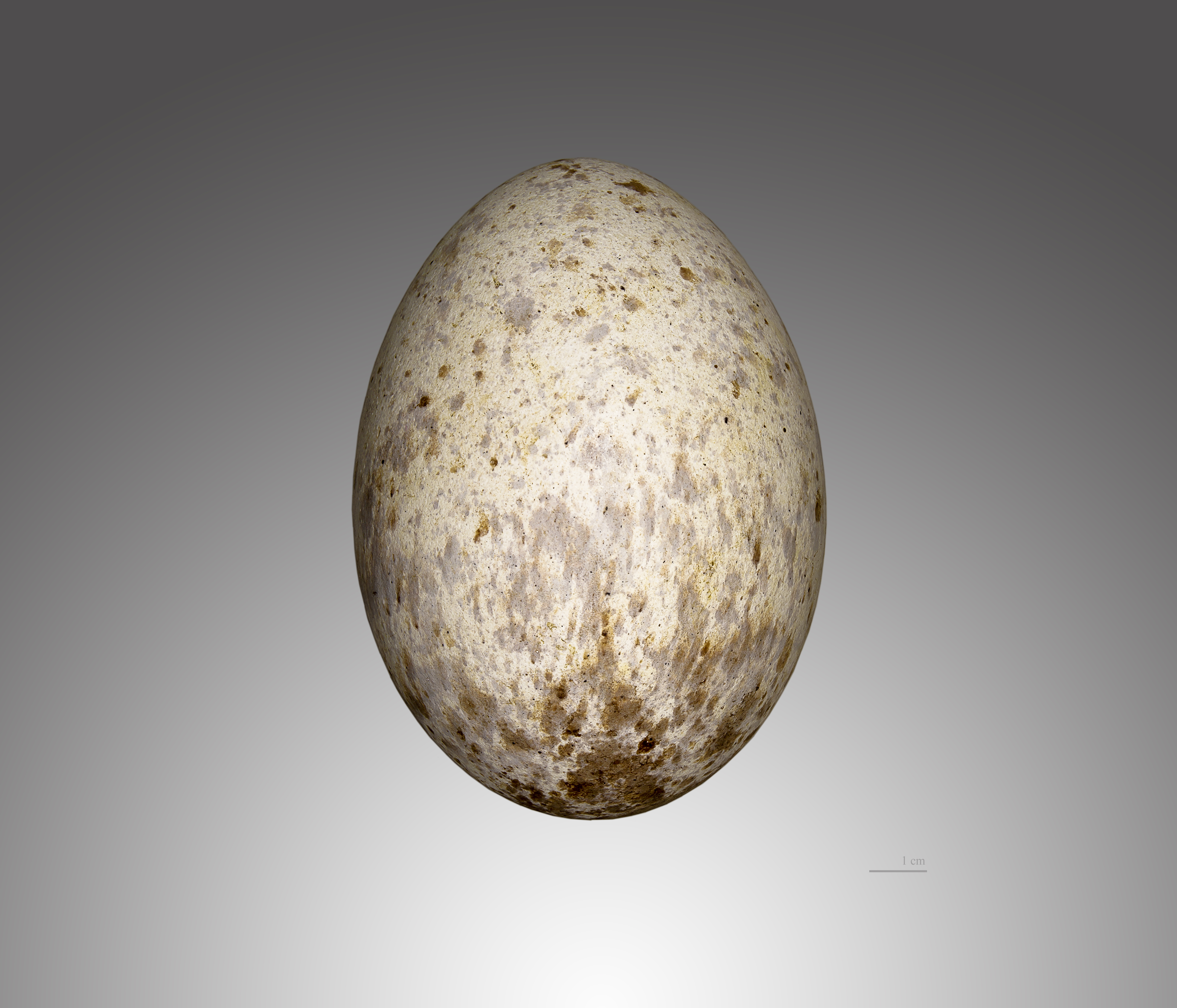
Uovo di Aegypius monachus

Gli avvoltoi presentano cicli biologici molto lenti. Raggiungono la maturità sessuale dopo diversi anni (in genere cinque-sei); le coppie nidificanti hanno una riproduzione lunga che si estende, tra la preparazione del nido, l'incubazione e l'allevamento del piccolo sino all'involo, per un periodo anche di sei mesi; in genere depongono un solo uovo e in caso di disturbo o sottrazione dell'uovo o del nidiaceo da parte dell'uomo, non si riproducono più in quell'anno, perdendo così la produttività annuale della coppia.
Gli avvoltoi monaci nidificano generalmente isolati ma diverse coppie possono costituire piccole colonie con i nidi collocati a poche centinaia di metri uno dall'altro, come avviene, ad esempio, nell'Estremadura, in Spagna, dove sono state riscontrate 36 coppie in un territorio con un diametro di tre chilometri e settecento metri. Il monaco, diversamente dall'avvoltoio barbuto, dal grifone eurasiatico e dal capovaccaio, nidifica generalmente su alberi vecchi e dal tronco massiccio, in genere a notevole altezza, nel caso gli alberi siano collocati in zone piane oppure anche a 4-5 metri dal suolo su alberi presenti su pendii e rocce. Talvolta, come invece accade usualmente per l'avvoltoio barbuto, il grifone eurasiatico e il capovaccaio, anche l'avvoltoio monaco può nidificare sulle rocce (fatto che si verifica con una certa regolarità in Mongolia). Le coppie occupano gli stessi nidi anno dopo anno, spesso possiedono diversi nidi che sono occupati alternativamente.
Essendo utilizzato praticamente ogni anno il nido viene sempre arricchito di nuovi materiali (rami, tronchetti, ecc.) raggiungendo talvolta notevoli dimensioni (in alcuni casi si sono registrati nidi di oltre due metri di altezza e due metri di diametro). Nell'area europea l'unico uovo viene deposto intorno a febbraio-marzo (la deposizione può avvenire un po' prima in alcune zone dell'Asia). L'incubazione dura circa 55 giorni. Il nidiaceo nasce in aprile-maggio dopo che entrambi i genitori si sono dati il cambio nel periodo dell'incubazione. Il giovane lascia il nido dopo circa quattro mesi, in genere tra agosto e settembre, restando nei pressi dell'area di nidificazione per altri due mesi circa, dopodiché comincia una serie di spostamenti che più che vere e proprie migrazioni possono essere definiti erratismi.
Per tutto il periodo dell'allevamento i genitori si alternano nella sua cura ed alimentazione: nei primi tempi rigurgitano il cibo nella gola del piccolo, poi, mano a mano che cresce, gli rigettano il cibo sul nido in parti sempre più grosse. Dalle osservazioni effettuate dagli ornitologi risulta che non tutte le coppie si riproducono ogni anno. L'avvoltoio monaco si nutre quasi esclusivamente di carogne, raramente cattura animaletti come piccoli mammiferi, oppure testuggini, lucertole, anfibi e serpenti.

## Conservazione
Distruzione e frammentazione dell'habitat di riproduzione e alimentazione, utilizzo di esche avvelenate, contaminazione da fitofarmaci, modificazione dei sistemi di allevamento del bestiame, uccisioni illegali, saccheggio di nidi e disturbi antropici durante la nidificazione hanno causato una costante diminuzione numerica della specie.